# 2211 Hanuman
2211 Hanuman (1951 WO2) là một tiểu hành tinh vành đai chính được phát hiện ngày 16 tháng 11 năm 1951 bởi Leland E. Cunningham ở Mount Wilson.